# Eperezolid
Eperezolid là một loại kháng sinh oxazolidinone.

## Tổng hợp

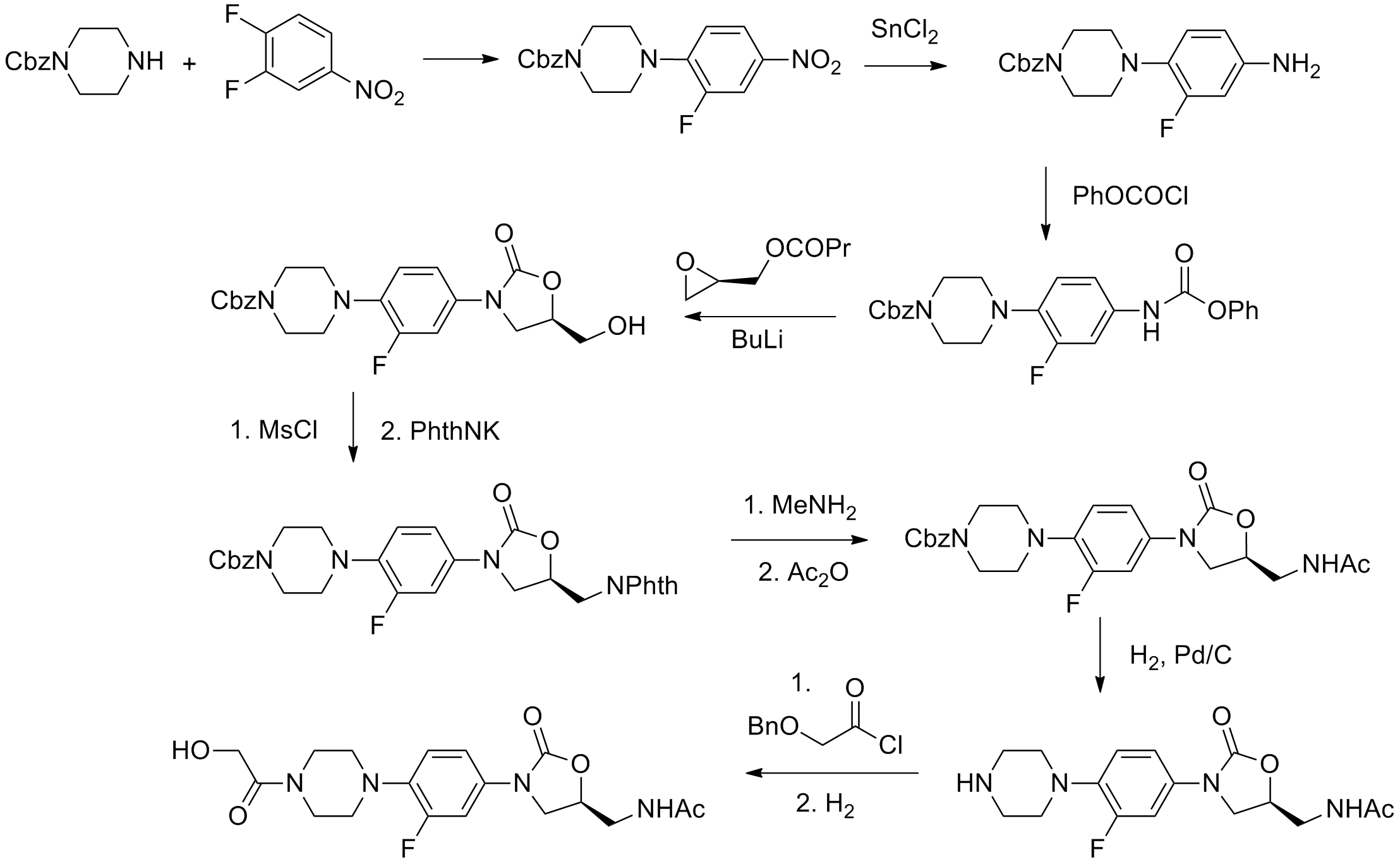
Tổng hợp eperezolid